# Луцій Юній Галліон Аннеан
Луцій Юній Галліон Аннеан (лат. Lucius Iunius Gallio Annaeanus; до 4 до н. е. — 65) — державний діяч Римської імперії, консул-суфект 56 року.

## Життєпис
Походив з роду вершників Аннеїв. Син Луція Аннея Сенеки, відомого красномовця, та Гельвії, старший брат філософа Сенеки Молодшого. Народився у Корбобі (сучасне м. Корбова). При народженні звався Луцій Анней Новат. Був всиновлений другом батька — сенатором та відомим декламатором Луцієм Юнієм Галліоном. Замолоду разом з родиною перебрався до Риму. Здобув освіту під орудою свого батька. Галліон був прихильником філософії Епікура.
Завдяки родинним зв'язкам став сенатором. був відомий своїм красномовством. З 51 до 52 року як проконсул керував провінцією Ахайя. Про нього йдеться у Діях Апостолів, де він розглядав позов юдеїв проти апостола Павла. У 56 році став консулом-суфектом разом з Титом Куцієм Кілтом.
Напевне, був причетний до змови Пізона проти Нерона, або був лише родичем ворогів імператора — Лукана та Сенеки. Після розкритті змови у 65 році вимушений був накласти на себе руки.